# Iso Meltosjärvi
Iso Meltosjärvi är en sjö i kommunen Övertorneå i landskapet Lappland i Finland. Sjön ligger 83,9 meter över havet. Den är 0,8 meter djup. Arean är 1,31 kvadratkilometer och strandlinjen är 7,18 kilometer lång. Sjön  ingår i Torne älvs huvudavrinningsområde.   Den ligger omkring 48 kilometer väster om Rovaniemi och omkring 710 kilometer norr om Helsingfors. 
Söder om Iso Meltosjärvi ligger orten Meltosjärvi. 